# Jeduthun Wilcox
Jeduthun Wilcox, född 18 november 1768 i Middletown, Connecticut, död 18 juli 1838 i Orford, New Hampshire, var en amerikansk politiker (federalist). Han var ledamot av USA:s representanthus från New Hampshire 1813-1817.
Wilcox studerade juridik och inledde 1802 sin karriär som advokat i Orford. Han var ledamot av New Hampshire House of Representatives, underhuset i delstatens lagstiftande församling, 1809-1811.
Wilcox blev invald i USA:s representanthus i kongressvalet 1812. Han omvaldes 1814.
Wilcox avled 1838 och han gravsattes på Orford Cemetery i Orford. Sonen Leonard Wilcox var senator 1842-1843.